# Distrikt Montero
Der Distrikt Montero liegt in der Provinz Ayabaca in der Region Piura in Nordwest-Peru. Der Distrikt wurde am 24. März 1935 gegründet. Er hat eine Fläche von 130 km². Beim Zensus 2017 lebten 6659 Einwohner im Distrikt. Im Jahr 1993 betrug die Einwohnerzahl 8474, im Jahr 2007 7337. Verwaltungssitz ist die 1065 m hoch gelegene Ortschaft Montero mit 1153 Einwohnern (Stand 2017). Montero liegt 12 km westlich der Provinzhauptstadt Ayabaca.

## Geographische Lage
Der Distrikt Montero liegt in der peruanischen Westkordillere im zentralen Norden der Provinz Ayabaca nahe der ecuadorianischen Grenze. Der Río Quiroz, linker Nebenfluss des Río Chira, fließt entlang der südwestlichen und westlichen Grenze nach Nordwesten und entwässert dabei das Distriktgebiet.
Der Distrikt Montero grenzt im Norden an die Distrikte Suyo, Jililí und Sícchez im Südosten an den Distrikt Ayabaca, im Südwesten an den Distrikt Lagunas sowie im Westen an den Distrikt Paimas.

## Ortschaften im Distrikt
Neben dem Hauptort Montero gibt es folgende größere Ortschaften im Distrikt:
- Casa Blanca
- Chonta
- Cuñala
- Loma de Sicacate
- Marmas Alto
- Naranjo de Chonta
- Nogal
- Nuevo Progreso
- Pichandul
- Pite
- Quebrada de Agua
- Saconday La Palma
- San Francisco
- Sicacate
- Taylin